# سايما
بحيرة سايما (بالفنلندية Saimaa، بالسويدية Saimen) أكبر بحيرات فنلندا ورابعتها على المستوى الأوروبي، حيث تمتد على مساحة 4400 كيلومتر مربع.
تقع سايما في الجنوب الشرقي لفنلندا وتوجد بمحاذاتها مجموعة من المدن أهمها لابينرنتا وإيماترا وصافولينا وميكيلي وفاركاوس ويوينسو.

تشكلت البحيرة في نهاية العصر الجليدي وذلك بعد انصهار الجليد. يوجد داخل البحيرة مجموعة من الجزر الصغيرة والقنوات التي تقسمها إلى عدة أحواض لكل منها اسمه الخاص. من أبرز هذه الأحواض هناك أوريفيزي وبوروفيزي.

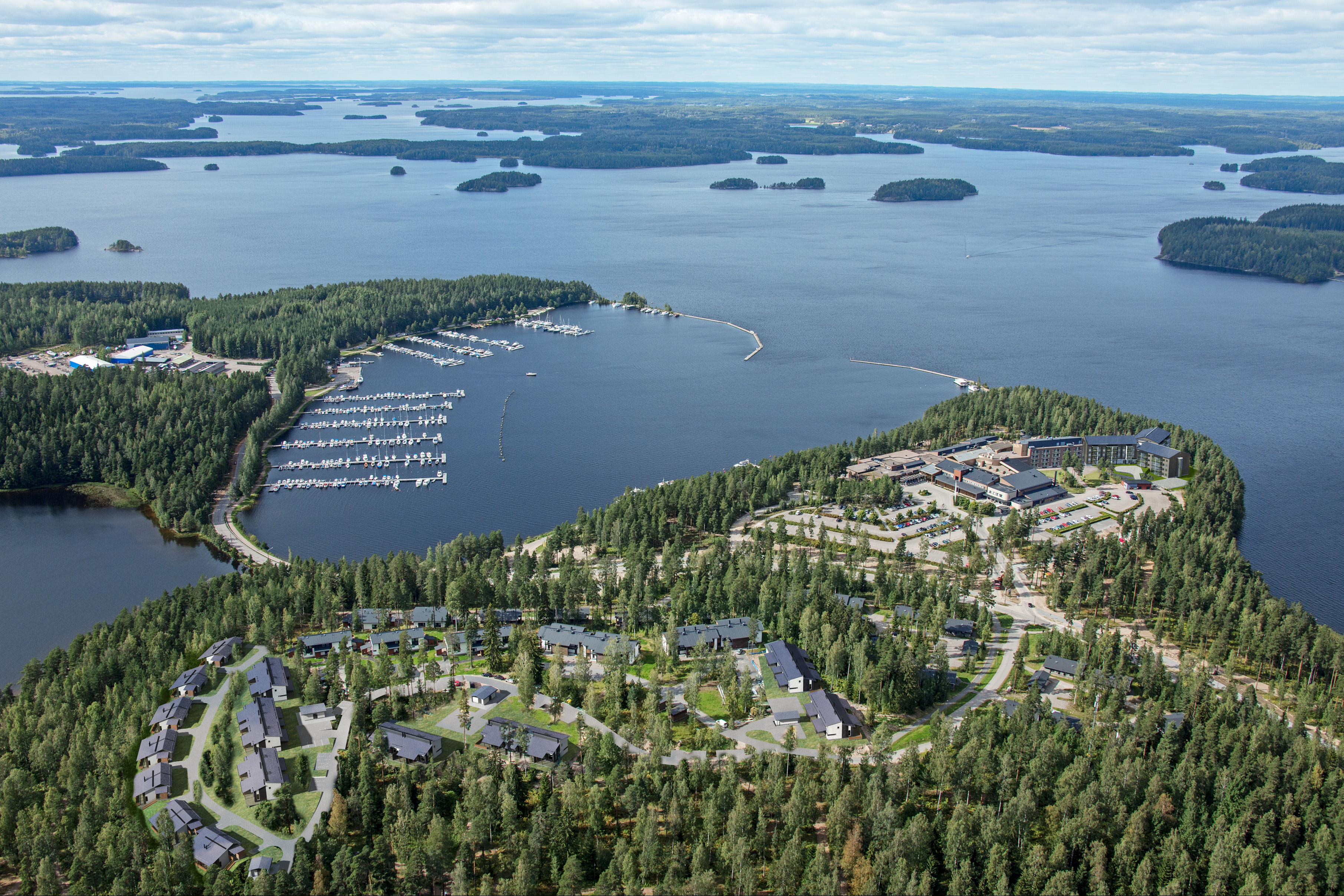
بحيرة سايما

ترتبط بحيرة سايما بخليج فنلندا عبر القناة التي تمر من لابينرنتا في اتجاه فيبورغ وهناك قنوات أخرى تربط سايما ببحيرات تتواجد في شرقي فنلندا مشكلة بذلك ممرات مائية مهمة وتستغل القنوات المائية في نقل المعادن والأخشاب وغيرها من المواد وكذلك لنقل السياح.
و تنصرف مياه البحيرة عبر نهر فوادكسي الذي يصب في بحيرة لادوجا وقد تم وصل هاتين البحيرتين عبر قناة ملاحية، من بين الحيوانات التي تعيش في هذه البحيرة هناك فقمة سايما، وهي من الأنواع النادرة والمهددة بالانقراض حيث لا يوجد سوى 270 فقمة من هذا الصنف.